# Ливада (Бузау)
Ливада (рум. Livada) насеље је у Румунији у округу Бузау у општини Греабану. Oпштина се налази на надморској висини од 357 m.

## Становништво
Према подацима из 2002. године у насељу је живело 656 становника, од којих су сви румунске националности.